# 庫德林角
66°34′50″S 65°44′02″W / 66.58056°S 65.73389°W

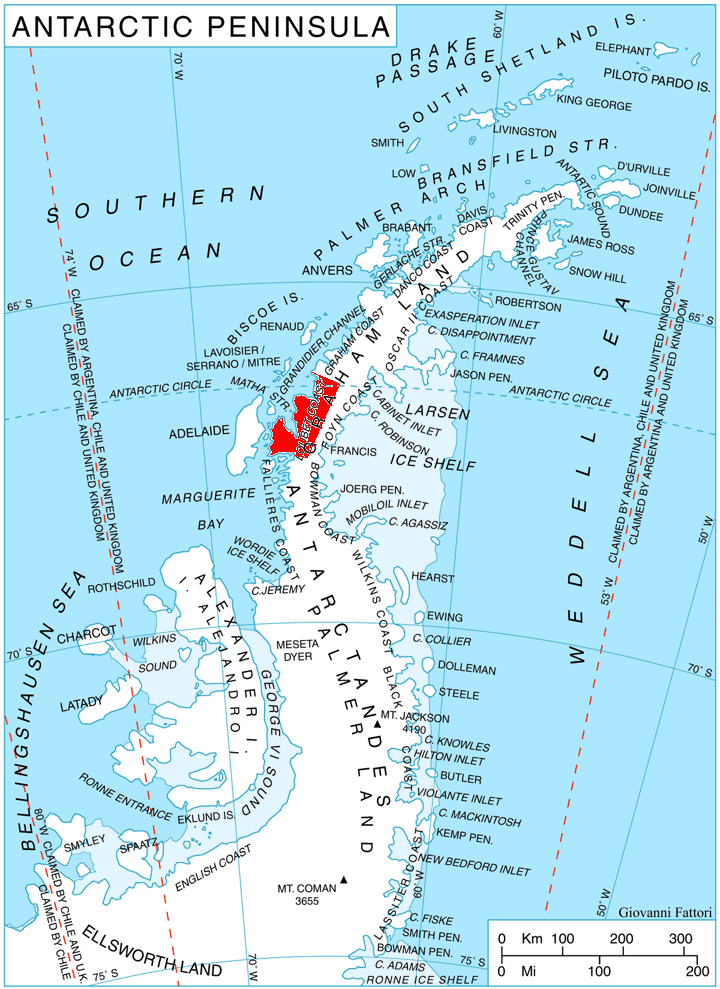

庫德林角（Kudelin Point），是南極洲的海岬，位於葛拉漢地的盧貝海岸，處於馬德爾角以東27.4公里、凡特姆角以南18.3公里和戈斯蒂利亞角東北面2.55公里的特拉切內灣入口處東北部，以保加利亞西北部鄉鎮命名，現時由南極條約體系管理。